# Ta' Qali
Ta' Qali est un village de Malte, situé à 2 kilomètres de Mdina, qui abrite le Stade National, le Parc Naturel de Malte et un marché aux légume connu sous le nom de Pitkalija.
Peu avant la Seconde Guerre mondiale, ce lieu était utilisé comme aérodrome et comme station pour la RAF. Durant cette période, l'endroit était utilisé comme zone militaire mais aussi comme zone de repos : les Maltais allaient y passer leurs après-midis.
Le stade national abrite bon nombre de concerts internationaux et a accueilli des artistes comme Deep Purple, Iron Maiden, Bonnie Tyler, Demis Roussos...
Aujourd'hui, Ta' Qali est toujours utilisé comme un terrain d'aviation, mais pour les avions miniatures, et abrite un club. La majorité des bâtiments militaires ont été transformés en ateliers et le Ta' Qali Crafts Village est devenu une attraction touristique, où les touristes peuvent voir le travail du verre et acheter des objets en verre issus de la culture et de la tradition artisanale maltaise.
On y trouve aussi le Musée de l'Air de Malte, et c'est sur ce village qu'étaient organisées les courses de voitures maltaises.

## Patrimoine et culture

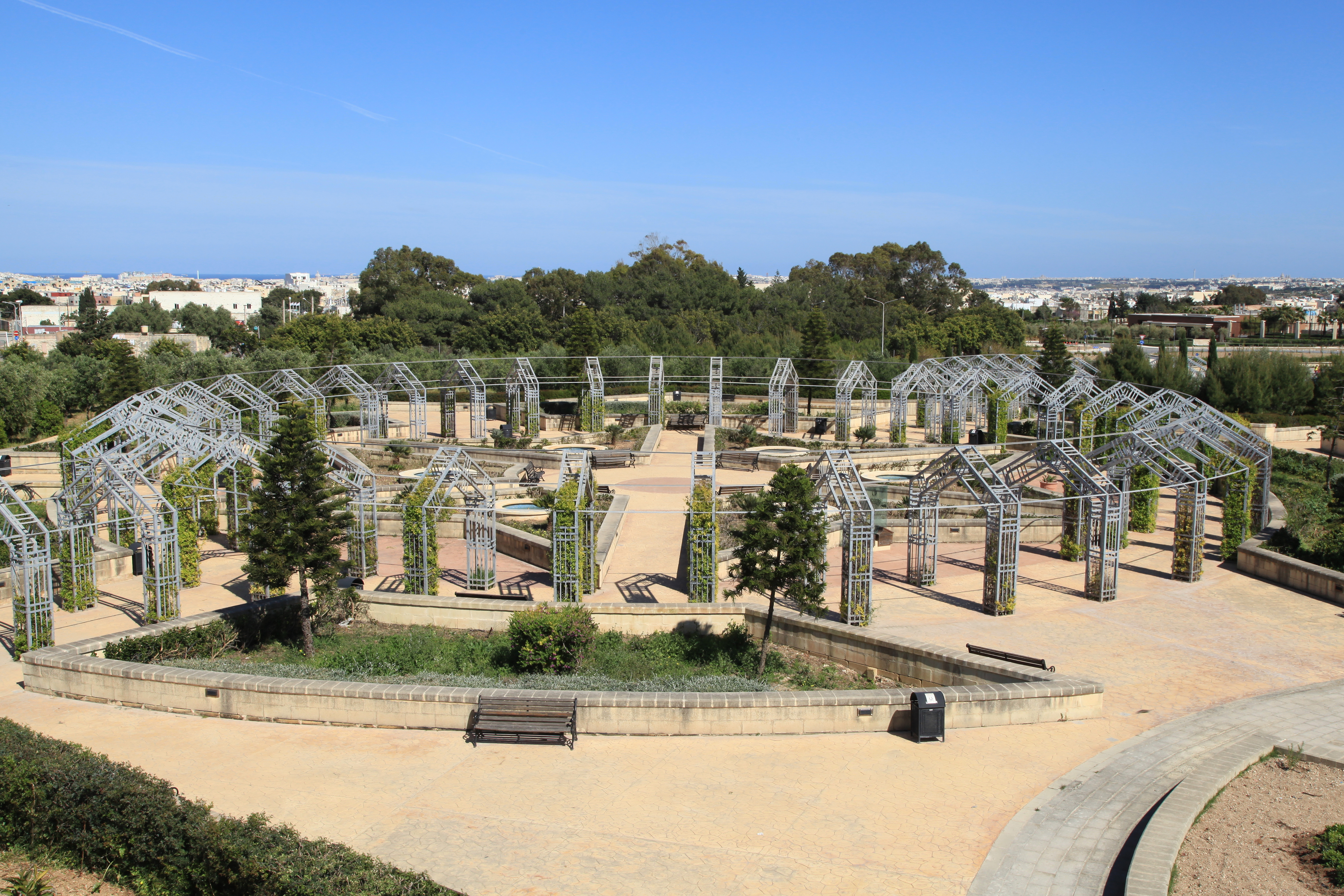
Le parc national de Ta' Qali.

- Aérodrome Ta' Qali
- Ta' Qali Stadium